# Prix littéraires du Gouverneur général 1955
Liste des Prix littéraires du Gouverneur général pour 1955, chacun suivi du gagnant.

## Anglais
- Prix du Gouverneur général : romans et nouvelles de langue anglaise : Lionel Shapiro, The Sixth of June.
- Prix du Gouverneur général : poésie ou théâtre de langue anglaise : Wilfred Watson, Friday's Child.
- Prix du Gouverneur général : études et essais de langue anglaise : N.J. Berrill, Man's Emerging Mind et Donald G. Creighton, John A. Macdonald, The Old Chieftain.
- Prix du Gouverneur général : littérature jeunesse de langue anglaise - texte : Kerry Wood, The Map-Maker.